# Nikolaï Genchev
Nikolaï Genchev ou Nikolaï Genčev est un historien bulgare et recteur de l'Université de Sofia au lendemain de la chute des régimes communistes en Europe.
Spécialiste de la renaissance bulgare, il a reçu le prix Herder en 1989 et a été Chevalier des Palmes académiques en 1993.